# MOL Fehérvár FC
MOL Fehérvár FC is een Hongaarse voetbalclub uit Székesfehérvár. De club werd in 1941 opgericht als Vadásztölténygyári SK en onderging al tal van naamsveranderingen. De naam van de club verwees lang naar de hoofdsponsor, het bedrijf Videoton, sinds 2018 worden ze gesponsord door MOL.
Het grootste succes van de club was het bereiken van de finale van de UEFA Cup in 1985, de club schakelde achtereenvolgens ASVS Dukla Praag, Paris Saint-Germain, Partizan Belgrado, Manchester United en Zeljeznicar Sarajevo uit. In de finale verloor de club thuis met 0-3 van Real Madrid maar kon wel in Madrid winnen met 0-1 en kon zo met opgeheven hoofd terugkeren.
In 2004 veranderde de club voor de naam in FC Fehérvár. De eerste beker werd in 2006 binnen gehaald in de finale tegen Vasas. 
Vanaf 2018 speelt de club in het MOL Aréna Sóstó. Dat stadion verving het Sóstóistadion.

## Erelijst
- Landskampioen

Winnaar: 2011, 2015, 2018
- Beker van Hongarije

Winnaar: 2006, 2019
Finalist: 1982, 2001, 2011, 2015
- Hongaarse Supercup

Winnaar: 2011, 2012
- UEFA Cup

Finalist: 1985

## Naamsveranderingen
- 1941: Opgericht als Vadásztölténygyári SK
- 1944: Vadásztölténygyári Vasas SE
- 1948: FDSE Vadásztölténygyár
- 1950: Vadásztöltenygyári Vasas SK
- 1962: Székesfehérvári VT Vasas
- 1968: Székesfehérvári Videoton SC
- 1990: Videoton-Waltham SC Székesfehérvár
- 1992: Videoton-Waltham FC Székesfehérvár
- 1993: Parmalat FC Székesfehérvár
- 1995: Fehérvár Parmalat FC
- 1996: Fehérvár '96 FC
- 1996: Fehérvár Parmalat '96 FC
- 1997: Videoton FC Fehérvár
- 2004: FC Fehérvár
- 2009: Videoton FC
- 2018: MOL Vidi FC
- 2019: MOL Fehérvár FC

## Eindklasseringen vanaf 1968
| 15 |

| 1 |

| 11 |

| 10 |

| 7 |

| 5 |

| 4 |

| 5 |

| 2 |

| 6 |

| 9 |

| 9 |

| 4 |

| 4 |

| 4 |

| 13 |

| 3 |

| 3 |

| 6 |

| 14 |

| 11 |

| 4 |

| 9 |

| 8 |

| 7 |

| 6 |

| 9 |

| 14 |

| 13 |

| 8 |

| 16 |

| 16 |

| 1 |

| 8 |

| 5 |

| 8 |

| 8 |

| 8 |

| 3 |

| 6 |

| 5 |

| 6 |

| 2 |

| 1 |

| 2 |

| 2 |

| 4 |

| 1 |

| 2 |

| 2 |

| 1 |

| 2 |

| 2 |

| 3 |

| 4 |

| 10 |

| 4 |

| 11 |

| NB I | NB II |

## MOL Fehérvár FC in Europa
Videoton FC speelt sinds 1974 in diverse Europese competities. Hieronder staan de competities en in welke seizoenen de club deelnam:
- Champions League (3x)

2011/12, 2015/16, 2018/19
- Europa League (9x)

2010/11, 2012/13, 2013/14, 2015/16, 2016/17, 2017/18, 2018/19, 2019/20, 2020/21
- Conference League (3x)

2021/22, 2022/23, 2024/25
- UEFA Cup (7x)

1974/75, 1976/77, 1981/82, 1984/85, 1985/86, 1989/90, 2006/07
- Intertoto Cup (1x)

2003
- Mitropacup (1x)

1974